# Aerangis ellisii
Aerangis ellisii é uma espécie de orquídea monopodial litófita, família Orchidaceae, que habita Madagascar.